# Dannic
Dannic, artiestennaam van Daan Romers (Breda, 10 november 1985), is een dj, remixer en producer uit Nederland. Ook stond hij vroeger bekend onder de naam Funkadelic.

## Professionele achtergrond
Eerder gebruikte Romers de artiestennaam Funkadelic, maar dit bleek de naam te zijn van een band in de Verenigde Staten. Uiteindelijk is er besloten de naam te veranderen naar (dj) Dannic. Ook maakte Daan Romers deel uit van het dj duo Brainless. Dannics professionele carrière begon met het winnen van de Dancetour contest in 2009. Het jaar daarop heeft hij een remix gemaakt van het nummer Automatic van Funkerman, waarmee hij de Funkerman remix contest heeft gewonnen. Dit leidde tot een contract bij Hardwells label Revealed, waar nog steeds de meeste tracks uitkomen van deze producer. De eerste solotrack die hij bij Revealed uitbracht was Doster. Ook heeft Dannic met andere producers samengewerkt. Zo maakte hij nummers in samenwerking met Sick Individuals, Hardwell en Jordy Dazz. Daarnaast remixte Dannic nummers van onder andere Armin van Buuren, The Wanted en Example. In 2013 was Daan Romers voor het eerst te zien in de jaarlijkse DJ Mag top 100, een wereldwijde verkiezing voor de beste DJ's, georganiseerd door een Brits tijdschrift. Dat jaar werd Dannic verkozen tot nummer 74. Ook heeft hij sinds 2013 zijn eigen radioshow: Front of House Radio, die hij tegenwoordig wekelijks uitbrengt.
In 2014 werd Dannic verkozen tot nummer 30 in de DJ Mag top 100, in 2015 steeg hij door naar plaats 26 .
Sinds begin 2016 heeft Dannic zijn eigen label opgestart: Fonk Recordings. Dannic wil met dit label zijn eigen stijl naar voren brengen, wat wordt omschreven als 'groovy house'

## Discografie

### 2018
- Dannic & Teamworx - NRG [Fonk Recordings]
- Dannic ft. INNA - Stay (Spinnin' Records)
- Dannic & Silvio Ecomo - In No Dip [Spinnin' Records]
- Dannic & Thomas Newson - No More [Fonk Recordings]
- Dannic - Clash [Spinnin'Records & Fonk Recordings]
- Dannic & Rob & Jack - Bring Di Fire [Fonk Recordings & Spinnin'Records]

### 2017
- Dannic - Rockin [Fonk Recordings]
- Dannic ft. Mahkenna - Alive [Dannic Music]
- Fedde Le Grand & Dannic ft. Coco Star - Coco's Miracle [Spinnin' Records]
- Dannic vs Tom & Jame - Ready [MAXXIMIZE]
- Dannic & Promise Land - House (For The Love Of) [Fonk Recordings]
- Dannic - Fonk It Up [Fonk Recordings]
- Dannic & DBSTF - Noise [MAXXIMIZE]

### 2016
- Dannic & Jane XØ - Undone
- Dannic feat. Aïrto - Light The Sky [Revealed Recordings]
- Dannic & HIIO - Funky Time [Fonk Recordings]
- Dannic - Jungle [Fonk Recordings]

### 2015
- Dannic & Sick Individuals - Feel Your Love [Revealed Recordings]
- Hardwell & Dannic feat. Harris - Survivors [Revealed Recordings]
- Dannic vs Tom & Jame - Clap [Revealed Recordings]
- Dannic feat. Bright Lights - Forever [Revealed Recordings]
- Dannic - Fonk [Revealed Recordings]
- Dannic & Lucky Date feat. Harrison - Mayday [Revealed Recordings]
- Bynon & Domeno feat. Alice Berg – Golden Hearts (Dannic Edit) [Revealed Recordings]

### 2014
- Dannic & Shermanology - Wait For You [Revealed Recordings]
- Dannic & TV Noise – Solid [Revealed Recordings]
- Dannic – Zenith [Revealed Recordings]
- Dyro & Dannic – Radical [Revealed Recordings]
- Dannic vs Merk & Kremont – Anubi [Revealed Recordings]
- Dannic feat. Bright Lights – Dear Life [Revealed Recordings]
- Dannic – Lion [Revealed Recordings]

### 2013
- Mako Feat. Angel Taylor – Beam (Dannic Mix) [Revealed Recordings]
- Armin van Buuren feat. Miri Ben-Ari – Intense (Dannic Remix) [Armada]
- Dannic & Sick Individuals – Blueprint [Revealed Recordings]
- Dannic – Bring The Funk [Toolroom Records]
- The Wanted – We Own The Night (Dannic Remix) [Mercury Records]
- Dannic – Rocker [Revealed Recordings]
- Dannic – Ignite [Toolroom Records]
- Dannic – Viper [Revealed Recordings]
- Dirty Impact – Breath Away (Dannic Remix) [Universal Austria]
- Stafford Brothers Feat. Lil Wayne & Christina Milan – Hello (Dannic Remix) [Universal]
- Dannic – Clobber [Toolroom]
- Kid Massive & Alex Sayz ft Miella – Strong (Dannic Remix) [Revealed Recordings]
- Mark Van Dale With Enrico – Water Verve (Dannic Remix) [Deal Records]

### 2012
- Nicky Romero & NERVO – Like Home (Dannic Remix) [Protocol Recordings]
- Ciara – Sorry (Dannic Remix) [Epic Records]
- Rita Ora – Shine Ya Light (Dannic Remix) [ROC Nation]
- Franky Rizardo and Roul & Doors – Elements (Hardwell & Dannic Remix) [Revealed Recordings]
- Dannic – Flare [Revealed Recordings]
- Arty, Nadia Ali & BT – Must Be The Love (Dannic Remix) [Armind]
- Sean Paul – Body (Dannic Remix) [Atlantic Records]
- DJ Disciple pres Banji Boyz – Free Florida (Dannic Remix)
- Dannic, Jordy Dazz – Fuego [Revealed Recordings]
- Example – Say Nothing (Hardwell & Dannic Remix) [Ministry Of Sound]
- Alex Gaudino feat. Taboo – I Don’t Wanna Dance (Dannic Remix) [ULTRA Records]
- Helena feat. Mr Wilson – Girl From The Sky (Dannic Remix) [One Love Records]
- Sem Thomasson – Aorta (Dannic Remix) [Wooha! Records]
- Dannic – Tombo [Revealed Recordings]
- Dannic – Pipeline [Cr2 records]
- Dannic – W.O.P. [Riverdance Festival 2012 Anthem]
- R3hab – The Bottle Song (Dannic Remix) [Wall Recordings]
- Hardwell & Dannic – Kontiki [Revealed Recordings]
- Dannic – Doster [Revealed Recordings]

### 2011
- Brainless – Bots (Original Mix) (Revealed Recordings)
- Brainless – Slap (Original Mix) (Revealed Recordings)
- DJ Funkadelic – Smack (Original Mix) (Revealed Recordings)
- DJ Funkadelic Feat. Beauriche – Spank (Original Mix) (Revealed Recordings)
- Chuckie & Hardwell ft. Ambush – Move It 2 The Drum (DJ Funkadelic Remix) (Dirty Dutch Records)
- George Acosta featuring Fisher – True Love (DJ Funkadelic & Beauriche Remix) (Songbird)
- Brainless – Stoemp (Orginal Mix) (AVANTI Records)

### 2010
- Kendi – Connected (DJ Funkadelic Remix) (Cloud9Dance)
- Api aka Emix & D Lewis – Lunchbox (DJ Funkadelic Remix) (Ecletic Beatz 10)
- Armand van Helden – Witch Doctor (Brainless Remix) (Eclectic Beatz 10)
- Dualtec – Bitch Lips (DJ Funkadelic Remix) (Cloud9Dance)
- Nicky Romero – Switched (Hardwell & DJ Funkadelic Remix) (Revealed Recordings)
- Hardwell & DJ Funkadelic – Get Down Girl (Revealed Recordings)

### 2009
- Funkerman ft. Shermanology – Automatic (DJ Funkadelic Remix) (Flamingo Recordings)